# Jean Anouilh
Jean-Marie-Lucien-Pierre Anouilh fr: /ʒɑ̃ maʀi lysjɛ̃ pjɛʀ anuj/ (ur. 23 czerwca 1910  w Bordeaux , zm. 3 października 1987 w Lozannie) – francuski dramatopisarz  i reżyser teatralny, autor dialogów filmowych.

## Życiorys
Jean Anouilh był synem krawca. Od 1920 roku mieszkał w Paryżu, gdzie studiował prawo na Sorbonie, lecz go nie ukończył. Następnie był sekretarzem znanego francuskiego reżysera i aktora Louisa Jouveta . Przyjmuje się, iż jego inspiracją artystyczną było przedstawienie sztuki autorstwa Jeana Giraudoux pt. Siegfried z 1928, dzięki któremu w wieku 22 lat rozpoczął pisanie własnych utworów teatralnych. Anouilh podejmował problematykę moralną dotyczącą współczesności, choć niejednokrotnie posługiwał się sztafażem mitów antycznych. Ożenił się z aktorką Monelle Valentin. 

## Odniesienia w kulturze
Jean Anouilh jest wspomniany w piosence Kabaretu Starszych Panów Shimmy szuja (słowa Jeremiego Przybory): Szuja! Pióra by pożyczyć od Anouilha – szuja! by opisać, co to jest za typ.

## Twórczość
- Mandarine (Mandarynka, 1929)
- L’Hermine (Gronostaj, 1932)
- Le Bal des voleurs (Bal złodziejaszków, 1932)
- Y avait un prisonnier (Był sobie więzień, 1934)
- Le Voyageur sans bagage (Pasażer bez bagażu, 1936)
- Le Rendez-vous de Senlis (Spotkanie, 1937)
- Léocadia
- Eurydice (Eurydyka, 1942)
- Antigone (Antygona, 1943)
- Médée (Medea, 1946)
- Roméo et Jeannette (Romeo i Janeczka, 1947)
- L’Invitation au chateau (Zaproszenie do zamku, 1947)
- Le Repetition ou l’Amour puni (Próba, czyli Miłość ukarana, 1950)
- La Valse des toréadors (Walc toreadorów, 1952)
- L’Alouette (Skowronek, 1953)
- La petite Molière (Molierówna, 1959)
- L’Hurluberlu ou le Réactionnaire amoureux (Fanfaron czyli zakochany reakcjonista, 1959)
- Becket ou l’Honneur de Dieu (Becket czyli Honor Boga, 1959)
- Poissons rouges (Czerwone rybki, 1971 Prix du Brigadier
- La belle vie (Wspaniałe życie)
- Arrestation (Aresztowanie, 1975)
- Le Nombril (Pępek, 1981)